# Lorenzo Lippi

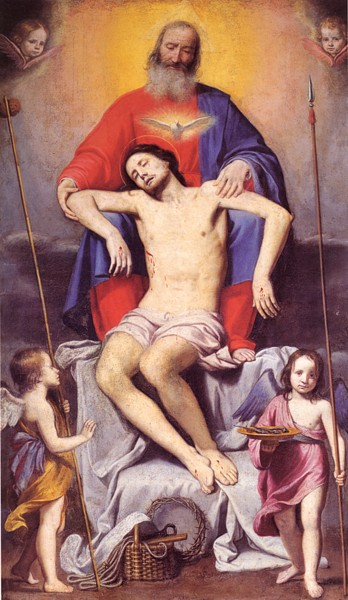
Lorenzo Lippi – Den heliga Treenigheten (1665). Chiesa dell'Abbazia di Vallombrosa.

Lorenzo Lippi, född 1606 i Florens, död 1665 i Florens, var en italiensk målare och poet under barockepoken.